# Július Torma
Július Torma (ur. 7 marca 1923 w Budapeszcie, zm. 23 października 1991 w Pradze) – słowacki bokser, mistrz olimpijski i mistrz Europy.
Chociaż karierę rozpoczynał na Węgrzech, największe sukcesy odniósł w barwach Czechosłowacji. Trzykrotnie startował w igrzyskach olimpijskich. W Londynie w 1948 r. został mistrzem olimpijskim w wadze półśredniej. W dwóch pozostałych startach dochodził do ćwierćfinału: w Helsinkach 1952 w kategorii półśredniej (przegrał wówczas z Zygmuntem Chychłą) i w Melbourne 1956 w wadze średniej.
Odnosił sukcesy także w mistrzostwach Europy. Był brązowym medalistą w Dublinie 1947 w wadze średniej. Pokonał wówczas w ćwierćfinale László Pappa. Dwa lata później w Oslo 1949 został mistrzem Europy w wadze półśredniej. Zdobył także brązowy medal w Berlinie Zachodnim 1955 w wadze półciężkiej.
Z Pappem walczył trzykrotnie; dwie pierwsze walki wygrał, a ostatnią przegrał.
Osiem razy wystąpił w meczach reprezentacji Czechosłowacji i Polski, przegrywając tylko pierwszą walkę:
- Warszawa 2 lutego 1947 – przegrał z Antonim Kolczyńskim (waga średnia)
- Praga 18 listopada 1947 – pokonał Szymankiewicza (waga średnia)
- Gottwaldov 10 marca 1949 – pokonał Henryka Nowarę (waga średnia)
- Łódź 10 grudnia 1950 – pokonał Kolczyńskiego (waga średnia)
- Świt 21 października 1951 – pokonał Gerarda Musiała (waga lekkośrednia)
- Wrocław 17 lutego 1952 – pokonał Nowarę (waga średnia)
- Sofia 22 września 1954 – pokonał Tadeusza Grzelaka (waga półciężka)
- Praga 20 listopada 1955 – pokonał Grzelaka (waga półciężka)